# O'Fallon (Misuri)
O'Fallon es una ciudad ubicada en el condado de St. Charles en el estado estadounidense de Misuri. En el Censo de 2020 tenía una población de 91,316 habitantes y una densidad poblacional de 1.049,16 personas por km².

## Geografía
O'Fallon se encuentra ubicada en las coordenadas 38°47′1″N 90°42′55″O / 38.78361, -90.71528. Según la Oficina del Censo de los Estados Unidos, O'Fallon tiene una superficie total de 75.61 km², de la cual 75.6 km² corresponden a tierra firme y (0.02%) 0.01 km² es agua.

## Demografía
Según el censo de 2010, había 79329 personas residiendo en O'Fallon. La densidad de población era de 1.049,16 hab./km². De los 79329 habitantes, O'Fallon estaba compuesto por el 89.9% blancos, el 3.99% eran afroamericanos, el 0.25% eran amerindios, el 3.15% eran asiáticos, el 0.06% eran isleños del Pacífico, el 0.83% eran de otras razas y el 1.83% pertenecían a dos o más razas. Del total de la población el 2.72% eran hispanos o latinos de cualquier raza.